# Richard Stanley Williams

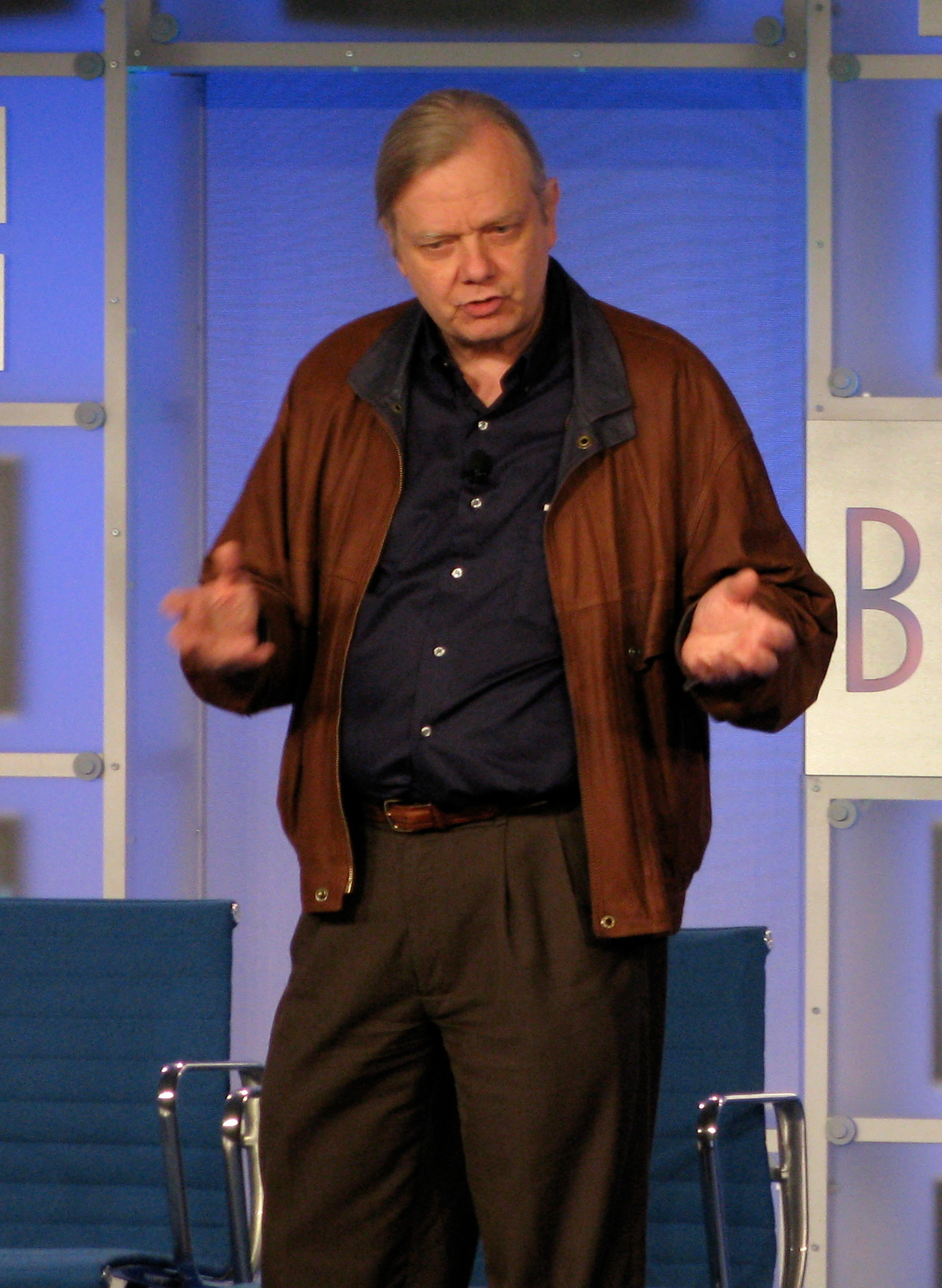
Williams beim Brainstorm 2008

Richard Stanley „Stan“ Williams (* 1951) ist ein US-amerikanischer Physiker im Bereich der Nanotechnologie.
Williams erhielt den Bachelor in chemischer Physik 1974 an der Rice University und den Ph.D. in physikalischer Chemie an der University of California, Berkeley 1978. Anschließend arbeitete er an den Bell Labs, bevor er an die Fakultät der UCLA wechselte, wo er von 1990 bis 1995 als Professor angestellt war. Williams wechselte dann zu den HP Labs als Direktor des Information and Quantum Systems Lab. Bei HP leitete er eine Gruppe, die an der Solid State Version von Leon Chuas Memristor arbeitete.
Williams ist Inhaber von 57 Patenten und weiteren 40, die beantragt worden sind.

## Auszeichnungen
- 2000: Feynman Prize in Nanotechnology
- 2000: Julius Springer Prize for Applied Physics (2000)[5]
- 2004: Herman Bloch Medaille für Industrial Research
- 2007: Glenn T. Seaborg Medal, UCLA